# Synthecium dentigerum
Synthecium dentigerum är en nässeldjursart som beskrevs av William Robert Jarvis 1922. Synthecium dentigerum ingår i släktet Synthecium och familjen Syntheciidae. Inga underarter finns listade i Catalogue of Life.